# Dichorda iris
Dichorda iris là một loài bướm đêm trong họ Geometridae.